# Microperca bonacci
El mero negro (Mycteroperca bonaci) es uno de los más conocidos del gran grupo de peces perciformes llamado meros.

## Descripción
El mero negro es un pez marino grande, que crece hasta 150 centímetros de longitud y 100 kilogramos de peso. Tiene un cuerpo de oliva o gris, con manchas negras y manchas metálicas. El pre opérculo es ligeramente redondeado.
El mero negro es un pez solitario. El pez desova entre mayo y agosto. Es un hermafrodita protógino, es decir, los jóvenes son en su mayoría hembras, pero se transforman en machos a medida que crecen.
Los adultos se alimentan principalmente de otros peces y calamares, aunque la alimentación de los peces más jóvenes es de crustáceos, especialmente camarones.

## Distribución
Se asocia con los arrecifes de coral o rocas, pero no depende de ellos, sino que se encuentra en el Océano Atlántico Occidental, desde Massachusetts, en el norte hasta el sur de Brasil, pero está particularmente asociado con el sur del Golfo de México, los Cayos de Florida , las Bahamas y el Caribe. Los adultos no se encuentran en los extremos norte de su rango. Vive sobre todo cerca de la superficie, a profundidades de entre 6 y 33 metros.

## Usos
El mero negro es muy sabroso y es un pescado para consumo humano importante, se pesca para la venta, sino también para la navegación marítima, pesca con caña.

## Conservación
El mero negro es en una Lista Roja de la UICN Cerca de las especies amenazadas, vulnerables a los aumentos en la explotación, ya que es un criador relativamente lento.
Hay otros peces que se llaman a veces "meros negro." Estos incluyen el mero gag (Mycteroperca microlepis), el mero niebla (Epinephelus mystacinus), y el mero de Varsovia (Epinephelus nigritus); el cual se encuentra en peligro de extinción.